# بیمه ما

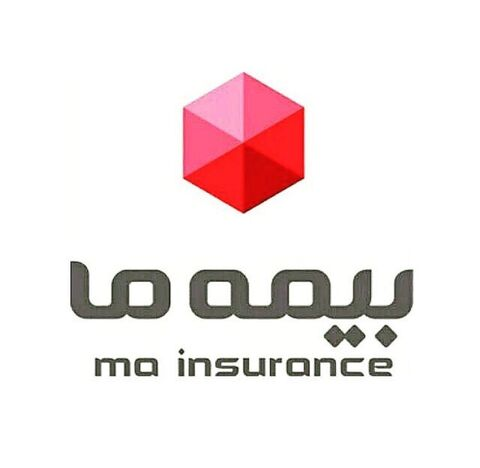

بیمه ما یکی از شرکت‌های بیمه خصوصی در ایران و یک شرکت سهامی عام است. این شرکت در سال ۱۳۹۰ فعالیت خود را آغاز کرد. این شرکت توسط جواد فرشباف ماهریان رئیس کل وقت بیمه مرکزی جمهوری اسلامی ایران نام‌گذاری شده‌است. «ما» در برخی از تبلیغات شرکت به صورت سرواژهٔ عبارت «ملت ایران» نیز با اندازهٔ کوچکتر از واژهٔ ما، به کار می‌رود؛ اگرچه نام، برند و علامت تجاری اصلی شرکت، «بیمه ما» است. شرکت بیمه ما بیست و سومین شرکت بیمه در ایران است.
ده درصد سهام این شرکت متعلق به بانک ملت، پانزده درصد متعلق به کارکنان بانک ملت (تعاونی اعتبار کارکنان بانک ملت و تعاونی مصرف کارکنان بانک ملت) و بقیه هم از آن چند شرکت سرمایه‌گذاری و اعتباری در زمینه فناوری و صنایع نفت است. در کارزارها، کمپین‌ها و برنامه‌های تبلیغاتی این شرکت، شعار «دست ما در دست ملت»، برای بیان ارتباط و وابستگی سازمانی با بانک ملت به کار گرفته می‌شد.
در رتبه‌بندی سال ۹۶ شرکتهای برتر ایران از سوی سازمان مدیریت صنعتی (بر اساس داده‌های صورتهای مالی مربوط به سال مالی ۹۵)، شرکت بیمه ما در میان دویست شرکت برتر ایران (صد شرکت برتر دوم) قرار گرفت و رتبه ۱۵۱ را به دست آورد. طبق اعلام رسمی بیمه مرکزی جمهوری اسلامی در سال ۱۳۹۶ شرکت «بیمه ما» بالاترین نسبت توانگری را در میان شرکت‌های بیمه در سرزمین اصلی به خود اختصاص داده‌است.
زمینه فعالیت‌
بیمه ما در زمینه ارائه انواع خدمات بیمه‌ای از قبیل بیمه آتش‌سوزی، مسئولیت، مهندسی، نفت و انرژی، اشخاص و عمر انفرادی، اشخاص گروهی، اتومبیل و باربری و هواپیما فعالیت می‌کند.

## مدیران عامل
1. ابراهیم کاردگر(۱۴۰۰تاکنون)
2. حجت بهاری فر (۱۳۹۶ تا۱۴۰۰)
3. مجید صفدری (۱۳۹۴ تا ۱۳۹۶)
4. سیدمحمدعلی علیپور یزدی[۶][۷] (۱۳۹۰ تا ۱۳۹۴)